# CSM Târgoviște (volley-ball féminin)
Pour les articles homonymes, voir CSM Targoviste.
Le CSM Târgoviște est un club roumain de volley-ball féminin fondé en 1991 et basé à Târgoviște qui évolue pour la saison 2019-2020 en Divizia A1.

## Palmarès
- Coupe de Roumanie
  - Vainqueur : 2016[2]
  - Finaliste : 2019.
- Supercoupe de Roumanie
  - Vainqueur : 2016[3]
- Championnat de Roumanie
  - Finaliste : 2015[4]2016.